# Internetfraude
Internetfraude is oplichting via het internet, waarbij gegevens en goederen van nietsvermoedende gebruikers afhandig gemaakt worden. Typerend hierbij is dat in een beperkte tijd en met weinig financiële middelen een groot aantal slachtoffers gemaakt kan worden.
Hoewel internet een relatief nieuw fenomeen is, zijn de trucs internetvarianten van al oudere oplichtingstrucs, waarbij uiteraard de anonimiteit en verbeterde communicatiemogelijkheden van het internet de fraudeur in de kaart spelen.
Het kan gaan om valse advertenties voor producten die nooit geleverd, maar wel betaald worden. Ook zijn er fraudegevallen bekend met internetbankieren. In artikelen over phishing en pharming wordt uitgelegd hoe fraudeurs te werk gaan bij het oplichten en misleiden. Computerbeveiliging is een belangrijk aandachtspunt om internetfraude zo veel mogelijk te voorkomen.

## Veelvoorkomende trucs
Internetfraude is een zeer breed begrip en kan dan ook op zeer veel manieren gepleegd worden. Hieronder volgt een kleine greep:
PharmingEen DNS-server wordt aangevallen en het internetadres van een bepaalde domeinnaam wordt gewijzigd. De nietsvermoedende surfer typt het bekende webadres in, maar komt op een nagebootste site terecht. Indien dit bijvoorbeeld de site van een bank is, dan kan een hacker vervolgens gevoelige gegevens van de gebruiker ontfutselen.
PhishingEen op pharming lijkend proces waarbij de slachtoffers met e-mail naar de nagebootste website worden gelokt. Er wordt bijvoorbeeld een mailtje gestuurd, zogenaamd afkomstig van de bank, met het verzoek gegevens te bevestigen op de website, omdat anders de bank de rekening blokkeert in verband met een 'poging tot fraude'. Uiteraard dient ook deze site om gevoelige gegevens van de gebruiker te ontfutselen, waarmee de hacker vervolgens bijvoorbeeld de bankrekening kan gaan plunderen.
Fraude met online advertentiesDe fraudeur plaatst een advertentie voor de verkoop van goederen en laat zich wel betalen zonder te leveren. Het kan ook andersom: de fraudeur reageert op een advertentie en laat goederen leveren zonder te betalen.
SpywareDe fraudeur verspreidt spyware, programma's die computer- en surfgedrag en andere op de computer aanwezige gegevens registreren en doorsturen. Men denke ook hier aan wachtwoorden voor internetbankieren, bedrijfsinformatie, etc. De spyware wordt vaak op zo'n manier verspreid dat gebruikers dit onwetend installeren, bijvoorbeeld samen met computerspelletjes of pornografie die gebruikers downloaden.
AcquisitiefraudeDe fraudeur koopt een domeinnaam en maakt een website aan die advertenties of bedrijvenregisters bevatten. Vervolgens laat hij ondernemers betalen voor een vermelding op deze website, soms via ongevraagde facturen en soms door hen onder valse voorwendselen een 'offerte' te laten tekenen. De website dient hier om de schijn op te houden dat de fraudeur een bonafide onderneming runt en inderdaad advertenties plaatst of een bedrijvenregister bijhoudt. Deze websites zijn te herkennen aan het feit dat alle informatie die ze geven afkomstig is uit weblinks naar andere sites (een zoekopdracht in het bedrijvenregister leidt bijvoorbeeld automatisch naar de website van de Kamer van Koophandel, en wanneer men op de link 'aandelenkoersen' klikt wordt men automatisch doorgelinkt naar de website van de effectenbeurs).
Nep-virusscannersDe fraudeur creëert een programma dat een pop-up doet verschijnen bij gebruikers met de mededeling dat hun computer besmet is met een computervirus, dat slechts met de via een bepaalde link te downloaden virusscanner bestreden kan worden. De virusscanner (waarvoor betaald moet worden) is waardeloos, schadelijk, of bevat spyware. Andere voorwendselen om schadelijke of niet werkende software te verkopen zijn het aanbieden van niet-werkende cryptogeldminingsoftware, software die beurskoersen kan voorspellen of zelfs beïnvloeden, of software die de toevalsgenerator van een loterij of online casino zou kunnen kraken;
RansomwareDe fraudeur circuleert virussen die ervoor zorgen dat de besmette computer na het opstarten slechts een scherm vertoont met de mededeling dat de computer geblokkeerd is en pas gedeblokkeerd wordt (bijvoorbeeld door verstrekking van een code die het virus deactiveert) wanneer een bedrag wordt overgemaakt. De computer wordt zodoende door de fraudeur 'gegijzeld'. Het virus doet zich vaak voor als software van de politie. De gebruiker krijgt dan vergezeld van indrukwekkende logo's en citering van wetsartikelen de tekst in beeld dat de computer geblokkeerd is wegens het downloaden en/of verspreiden van IP-beschermde muziek of films, of van kinderporno. Omdat het echter zogenaamd de eerste keer is, kan worden volstaan met betaling van een bedrag aan de zogenaamde politie, waarna de gebruiker de code ontvangt waarmee het virus gedeactiveerd wordt. Veel gebruikers schrikken hier dusdanig van dat ze uit angst voor een slepende strafvervolging of strafblad betalen om er snel vanaf te zijn. Bovendien durven ze hierdoor niet de politie of een reparateur in te schakelen. Bedrijven zijn een aantrekkelijke prooi voor ransomware omdat het losgeld betalen voor hen vaak goedkoper is dan de kosten van het opschonen van de computers en de schade door gemiste productiviteit. Het is echter niet gegarandeerd dat de code werkt; vaak wordt bij toegave het geld van de slachtoffers verloren en de blokkade verdwijnt niet.
FakerDe fraudeur logt in op een chat- of datingsite en doet zich voor als een chatter of dater om op deze manier mensen op te lichten (romantische fraude) of gevoelige informatie van hen te verkrijgen.
Nigeriaanse oplichtingHoewel Nigeriaanse oplichting ouder is dan internet, wordt internet dankbaar gebruikt door bendes die zich hiermee bezighouden. Ze kunnen immers op deze manier makkelijker veel mensen tegelijk benaderen, wat voor hen cruciaal is vanwege het feit dat de respons laag is. Ook voor andere soorten oplichtingen gebruiken de oplichters vaak bulkmail.
ZakenkansenDe fraudeur benadert mensen met een aanbieding tot het doen van thuiswerk of deelname aan een Multi Level Marketing organisatie. De slachtoffers moeten wel eerst betalen voor bijvoorbeeld cursusmateriaal of toetreding. Ook worden op een vergelijkbare wijze via chatsites onervaren jonge meisjes benaderd voor een kans om als model te werken. Ook hier wordt vooraf een bijdrage gevraagd voor bijvoorbeeld de fotoshoot of zelfs een reis naar bijvoorbeeld New York of Milaan. In alle gevallen laat de oplichter na betaling niets meer van zich horen of geeft hij een reden waarom de droombaan niet doorgaat maar het geld niet terugbetaald kan worden. Het geld was bijvoorbeeld leges voor een werkvergunning die uiteindelijk geweigerd was, 'er waren nu eenmaal geen belangstellenden' voor de betaalde fotoshoot van het meisje, of de fraudeur verzint een ander verhaal waarmee hij zich op overmacht beroept.
KoersmanipulatieDe fraudeurs verspreiden via e-mail, chatboxen etc. geruchten over een bedrijf die de aandelenkoersen beïnvloeden. Vervolgens speculeren ze op de koerswijziging. Ze kunnen bijvoorbeeld geruchten verspreiden dat een onderneming voor een hoge prijs gaat worden overgenomen, waardoor de koers stijgt. Hier maken ze gebruik van door goedkoop in te kopen en duur te verkopen. Wanneer het gerucht ontzenuwd wordt daalt de koers weer en blijven de kopers met koersverliezen achter.
PayPalDe fraudeur koopt iets via een website die het gebruik van PayPal toestaat, betaalt via PayPal, haalt de zaak in persoon op, maar eist vervolgens zijn geld terug onder het mom dat hij de zaak niet ontvangen heeft. PayPal honoreert deze actie wanneer er geen nummer of leveringsbewijs overhandigd kan worden, waardoor oplichters ironischerwijs het systeem kunnen misbruiken via een regel die oplichting beoogt te bestrijden.
SpoofingDe oplichter manipuleert e-mail, websites of een IP-adres om zich zo als een ander voor te kunnen doen.
KlikfraudeKlikfraude is het verschijnsel waarbij derden moedwillig klikken op tekstadvertenties op internet met een pay per click-model (PPC) om zodoende de adverteerder armer en zichzelf rijker te maken. Dit kan eventueel met speciale programmaatjes die de klikken automatisch genereren.
Misbruik van advertentiesDe oplichter plaatst een advertentie en laat zich wel betalen zonder te leveren. Andersom is ook mogelijk: de oplichter reageert op een online advertentie en laat zich beleveren zonder te betalen.
Misbruik van netwerksitesDe oplichter hackt of verschaft zich op andere wijze onrechtmatig toegang tot iemands account of een netwerksite als Facebook of LinkedIn. Vervolgens doet hij zich als de eigenaar van het account voor om gelinkte vrienden geld af te troggelen met allerlei voorwendselen, bijvoorbeeld dat de persoon gestrand is in een ver land en geld nodig heeft voor een vliegticket naar huis.
Misbruik van vacaturesitesDe oplichter gaat via een vacaturesite op zoek naar werkzoekenden met een uitnodiging om 'op gesprek' te komen. Dit soort oplichterij is te herkennen aan flitsende 'hippe' termen die echter weinig of niets over het werk zelf zeggen. Ook wordt het slachtoffer voorgehouden dat de oprichters inmiddels miljonair zijn en dat voor hem ook weggelegd is, dat hij veel mooie zakenreisjes zal maken, en dat hij een visionair kan zijn die niet afhankelijk is van de grillen van de baas. Uiteindelijk blijkt het niet om een betaalde baan maar om Multi-Level Marketing of franchising te gaan, waarbij de werkzaamheden colportagewerk betreffen. Het is zelfs mogelijk dat de site op deze wijze wordt misbruikt voor werving voor piramidespelen, of dat de werkzaamheden witwaspraktijken inhouden. Soms wordt een frauduleuze vacature aangemaakt om persoonsgegevens te kunnen verzamelen (cv, naam, adres, foto, paspoortkopie), waarna deze worden misbruikt voor identiteitsfraude bij andere oplichtingstrucs.
Erotische contactadvertentiesitesDe oplichter zet een contactsite op waarop men profielen kan aanmaken. Vaak is de inschrijving zelf gratis, maar moet men betalen om daadwerkelijk contact te kunnen maken. Wie zich gratis inschrijft, merkt al snel dat hij allerlei reacties krijgt vanuit profielen met foto's van mooie dames, waar hij of zij niet op kan reageren. Ook is het mogelijk dat hij een beperkt aantal credits krijgt waarmee hij maar enkele berichten kan sturen. Veel mannen schrijven zich vervolgens als betalend lid in. De meeste profielen zijn echter computerprogramma's (bots), die automatisch verleidelijke correspondentie sturen om de slachtoffers (zo lang mogelijk) betalend lid te maken.  Hiervoor worden ook wel (uitzend)krachten ingehuurd. Tot een afspraak komt het uiteraard nooit. Na verloop van tijd haakt het slachtoffer af. Uit schaamte doen de meeste slachtoffers geen aangifte. Ook is het mogelijk dat de 'mooie dame' het slachtoffer aanzet tot het sturen van een sms. Hiermee abonneert hij zich op een betaalde en dure sms-dienst.

## Wetgeving

### België
Volgens het Strafwetboek artikel 496 is oplichting in België strafbaar. Ook wanneer men opgelicht wordt met elektronische communicatiemiddelen zoals internet is het strafbaar.

### Nederland
In Nederland is deze vorm van fraude strafbaar onder het artikel 326 van het strafwetboek. In dit artikel staat het volgende: "Hij die, met het oogmerk om zich of een ander wederrechtelijk te bevoordelen, hetzij door het aannemen van een valse naam of van een valse hoedanigheid, hetzij door listige kunstgrepen, hetzij door een samenweefsel van verdichtsels, iemand beweegt tot de afgifte van enig goed, tot het ter beschikking stellen van gegevens met geldswaarde in het handelsverkeer, tot het aangaan van een schuld of tot het tenietdoen van een inschuld, wordt, als schuldig aan oplichting, gestraft met gevangenisstraf van ten hoogste vier jaren of geldboete van de vijfde categorie."